# Vayrac
Vayrac (occitanisch: Vairac) ist eine südfranzösische Gemeinde mit 1.279 Einwohnern (Stand 1. Januar 2022) im Département Lot in der Region Okzitanien.

## Lage
Vayrac liegt im Norden des Quercy und des Départements Lot auf dem Nordufer der Dordogne und besteht aus mehreren Weilern und Einzelgehöften. Das Gemeindegebiet wird vom Fluss Sourdoire durchquert, der hier einen Seitenarm bildet, in den der Zufluss Maumont einmündet. An der südwestlichen Gemeindegrenze mündet die Sourdoire schließlich in die Dordogne. Bis zum mittelalterlichen Wallfahrtsort Rocamadour sind es etwa 26 Kilometer (Fahrtstrecke) in südwestlicher Richtung. Der sehenswerte Nachbarort Martel liegt etwa elf Kilometer westlich.

## Bevölkerungsentwicklung
| Jahr      | 1962 | 1968 | 1975 | 1982 | 1990 | 1999 | 2006 | 2018 |
| Einwohner | 1157 | 1183 | 1149 | 1190 | 1166 | 1185 | 1309 | 1303 |

Im 19. Jahrhundert hatte Vayrac zeitweise über 2000 Einwohner; zu Beginn des 20. Jahrhunderts waren es noch gut 1.600. Die Mechanisierung der Landwirtschaft und der daraus resultierende Verlust von Arbeitsplätzen sorgten in der Vergangenheit für einen kontinuierlichen Bevölkerungsrückgang bis zum Tiefpunkt in den 1950er Jahren.

## Wirtschaft
Vayrac und seine Umgebung waren und sind noch immer in hohem Maße landwirtschaftlich geprägt, wobei auch die Viehzucht (Rinder, Schweine, Geflügel) eine wichtige Rolle spielt. Im Herbst stehen traditionell auch Trüffel, Nüsse, Esskastanien und Obst (Äpfel, Feigen etc.) auf dem Speiseplan der Menschen. Seit den 1960er Jahren trägt auch der Tourismus in Form der Vermietung von Ferienhäusern und -wohnungen (gîtes) zu den Einnahmen des Ortes bei.

## Geschichte
Auf dem Gebiet von Vayrac und der benachbarten Gemeinde Saint-Denis-lès-Martel spielte sich ein Jahr nach der Schlacht um Alesia (52 v. Chr.) die letzte Episode des von Julius Cäsar angeführten Gallischen Krieges ab, denn hier lag neuesten Ausgrabungen im Jahr 2001 und der überwiegenden Meinung der Forscher zufolge das keltische oppidum Uxellodunum, der letzte Rückzugsort der Kelten vom Stamme der Cadurker. Cäsar griff bei seiner Belagerung zu einer anderen Taktik – er verschüttete die Quelle, die das keltische Dorf mit Wasser versorgte.
Im Zweiten Weltkrieg war ein Teil der Kunstschätze des Musée du Louvre in einer Scheune in Vayrac gelagert. An einem heißen Sommertag brach ein Feuer aus, doch die Bewohner des Ortes bildeten unverzüglich eine Eimerkette und es gelang ihnen tatsächlich, den Brand zu löschen.

## Sehenswürdigkeiten
- Die Pfarrkirche Saint-Martin stammt aus dem 13. Jahrhundert und ist eine Wehrkirche mit Wehrgängen (Maschikulis) im oberen Teil der gotischen Apsis. Die Lierne- und Tierceron-Rippen des Gewölbes im Innern der Kirche stammen aus dem 16. Jahrhundert. Die Westseite wurde im 19. Jahrhundert komplett überarbeitet. Der Kirchenbau ist seit 1913 als Monument historique anerkannt.[1]
- Das Musée Uxellodunum zeigt ein Modell der keltischen Siedlung (Oppidum) sowie Ausgrabungsfunde.